# Віковічні липи (пам'ятка природи)
Вікові́чні ли́пи — ботанічна пам'ятка природи місцевого значення в Україні. Розташована в межах Рівненського району Рівненської області, в селі Уїздці. 
Площа 0,1 га. Статус надано згідно з рішенням облвиконкому від 22.11.1983 року № 343 (зміни згідно з рішенням облвиконкому від 18.06.1991 року № 98). Перебуває у віданні Здовбицької сільської ради. 
Статус надано з метою збереження двох екземплярів вікових дерев липи.